# علی‌بابا و هفت کوتوله
علی بابا و هفت کوتوله (ترکی استانبولی: Ali Baba ve 7 Cüceler) یک فیلم در ژانر کمدی به کارگردانی جم ییلماز است که در سال ۲۰۱۵ منتشر شد. از بازیگران آن می‌توان به جم ییلماز اشاره کرد.